# Horst-Schröder-Pokal
Der Horst Schröder Pokal war ein von 1998 bis 2015 durchgeführtes Tennisturnier in Kaltenkirchen, Schleswig-Holstein, Deutschland.
Das Turnier wurde auf den Anlagen des TC an der Schirnau e.V. und der Kaltenkirchener Turnerschaft e.V. ausgetragen. Der Horst Schröder Pokal ging über vier Turniertage und war Teil der HEAD German Masters Series. Das Turnier war mit einem Preisgeld von 10.000 Euro dotiert. Erstmals wurde das Turnier 2011 mit dem Award „Bestes Turnier national“ vom Komitee der HEAD German Masters Series ausgezeichnet.
Der Horst Schröder Pokal wurde von einem 70-köpfigen ehrenamtlichen Organisations- und Helferteam durchgeführt. Den Spielern stand während des Pokals ein Shuttle Service zur Verfügung.

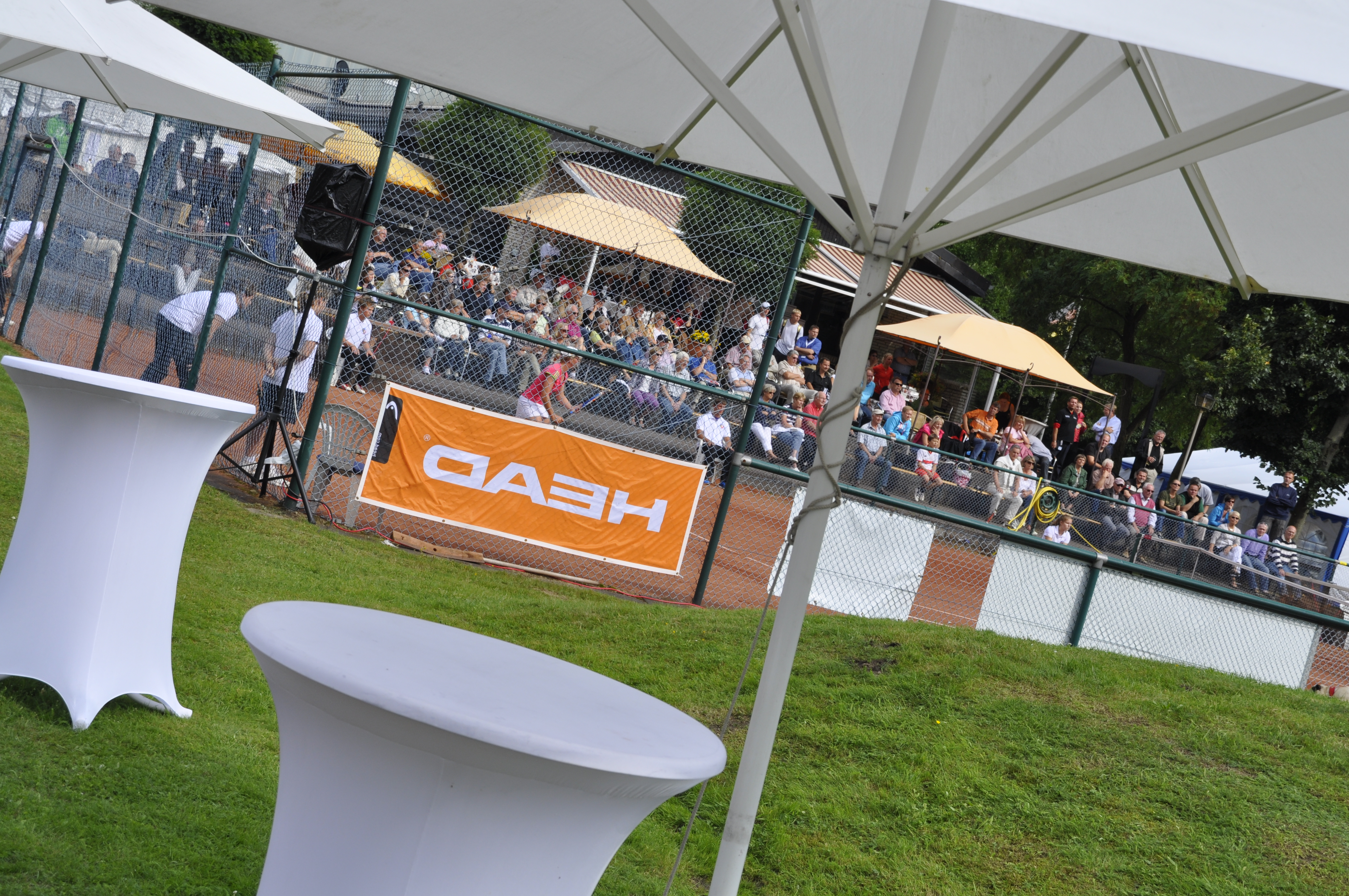
Blick auf den Centre Court

Da Anlagenteile der Tennisabteilung in der Kaltenkirchener Turnerschaft ab November 2015 zur Unterbringung von Flüchtlingen benötigt wurden, wurde das Turnier nicht mehr durchgeführt. Stattdessen wird im Jahr 2016 auf der Anlage des TC an der Schirnau das ITF Future Nord 2016 durchgeführt.

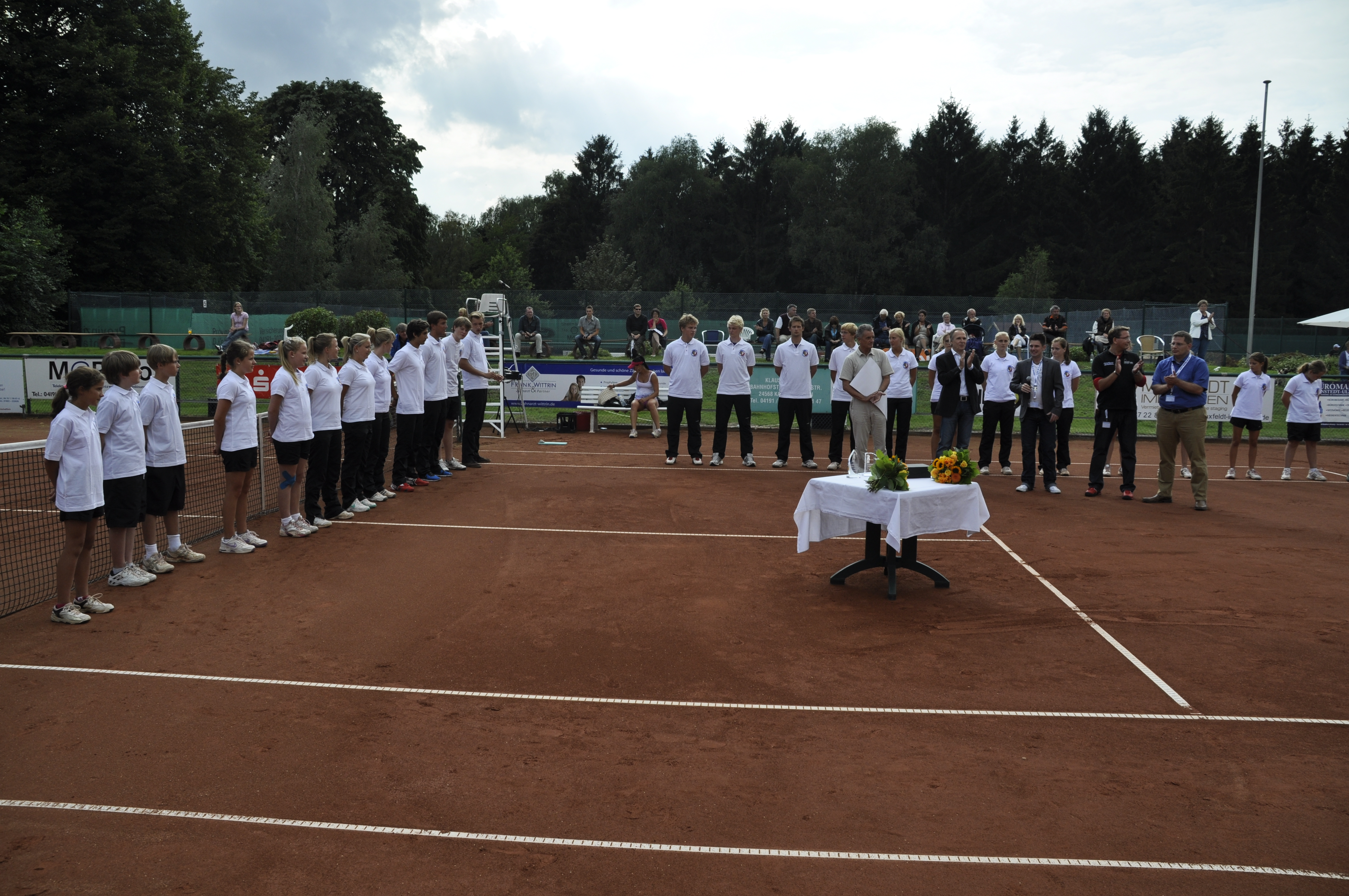
Siegerehrung auf dem Centre Court

## TC an der Schirnau e.V.
Der TC an der Schirnau e.V. verfügt über acht Außenplätze (Sand) und vier Hallenplätze (Teppich). Im Clubhaus befindet sich ein Restaurant.

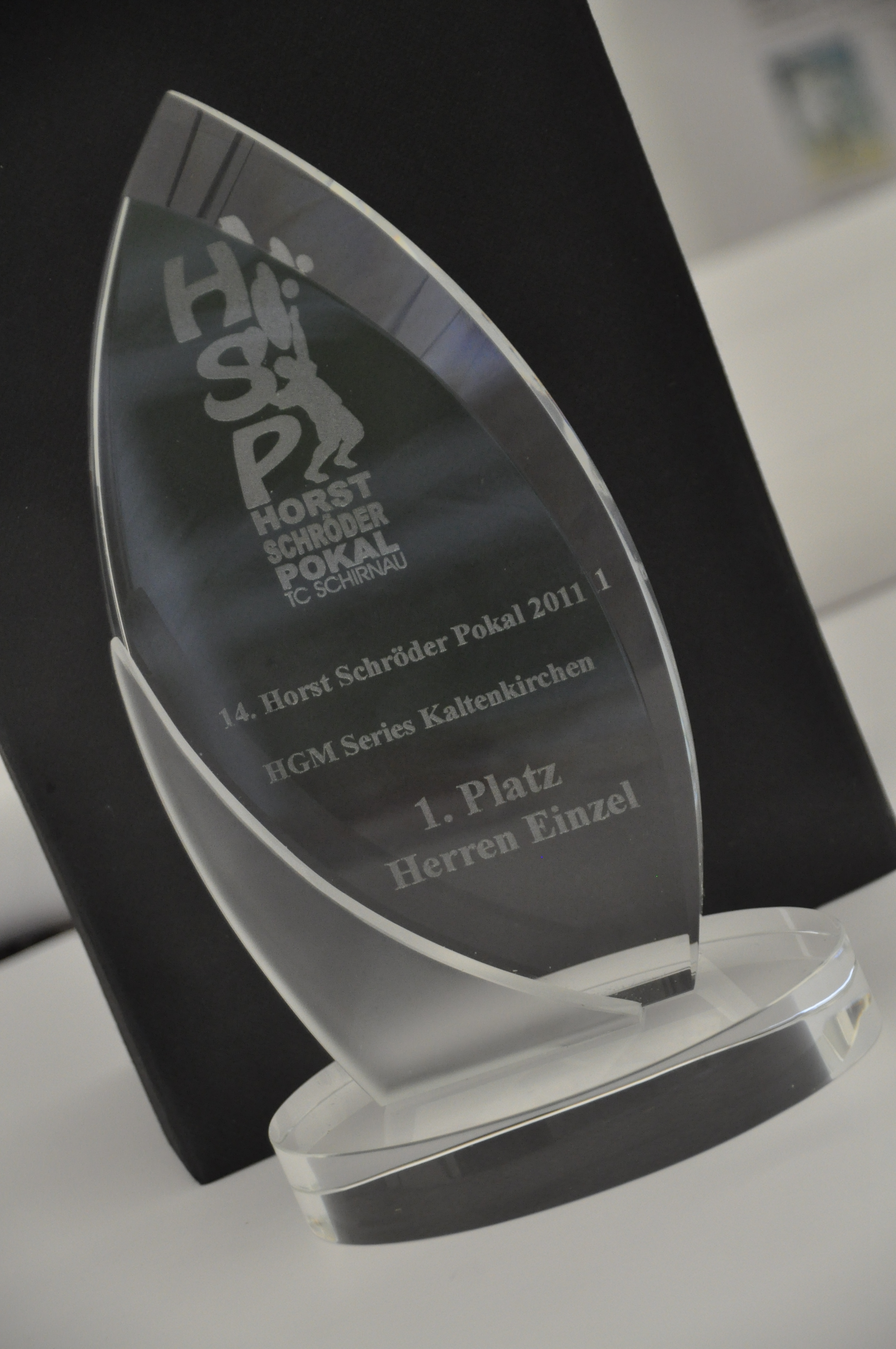
Die Trophäe der Herren

## Kaltenkirchener Turnerschaft e.V.
Die Kaltenkirchener Turnerschaft e.V. verfügt über neun Außenplätze (Sand) und zwei Hallenplätze (Teppich).